# محيور
محيور أو المحيور قرية عراقية في وادي حوران بهضبة الوديان  جنوب شرق قضاء القائم بمحافظة الأنبار بالبادية العراقية غرب العراق، كان بها بئر ماء قليلة العمق (حسو)، بينها وبين شمال الرطبة 90 كيلومتراً، ومخفر شرطة محيور، ومحيور أيضاً اسم لتكوين جيلوجي في نفس المنطقة.